# Spiros Zodhiates
Spiros Zodhiates (griechisch Σπύρος Ζωδιάτης; * 13. März 1922; † 10. Oktober 2009) war ein griechisch-amerikanischer Theologe, Autor und Missionar. Er wurde bekannt durch die Missionsgesellschaft AMG (Advancing the Ministries of the Gospel) International, eine christliche Missions- und Nothilfe-Gesellschaft, die in über 40 Ländern tätig ist. Er führte die neugriechische Aussprache des klassischen Griechisch in der amerikanischen Theologie ein.

## Leben
Zodhiates wurde auf Zypern geboren. Nach der griechischen Ausbildung führte er seine Studien an der Amerikanischen Universität in Kairo, Ägypten fort und erhielt einen Bachelor-Grad vom National Bible Institute (Stelton College) in New York und seinen M.A. von der New York University. 1978 erhielt er seinen Doktor der Theologie vom Luther Rice Seminary, Jacksonville, Florida. 1946 kam er auf Einladung des American Committee for the Evangelization of the Greeks (AMG International) in die Vereinigten Staaten und wurde 1966 dessen Präsident. Unter seiner Führung wuchs AMG von einer kleinen Missionsgesellschaft mit dem Schwerpunkt in Griechenland zu einer weltweit operierenden Missions- und Hilfsgesellschaft an.
1951 entwickelte Zodhiates eine Leidenschaft für das Radio, als er die Möglichkeit erkannte, die Massen damit zu erreichen. Er benutzte seine griechische Herkunft und sein Wissen über die griechische Sprache, um durch das Radio den Menschen das Evangelium zu predigen. Seine Radiobeiträge wurden später auch in Buchform veröffentlicht. Darüber hinaus gab er die Zeitschrift Pulpit Helps heraus. In den 1980er Jahren wurden auch Fernsehsendungen verbreitet.

## Wirkungsgeschichte
Zodhiates hatte vor allem auf die Griechische Evangelische Kirche einen großen Einfluss. Das Freizeitzentrum der Kirche in Leptokarya, Griechenland, ist nach ihm benannt.

## Veröffentlichungen
- a richer life for you in christ. an exposition of ICorinthians Chapter one. Ridgefield, NJ. 1972
- The Complete Word Study Old Testament. AMG Publishers 1994. (hg.: Warren Baker) ISBN 0-89957-665-6
- The Complete Word Study New Testament. AMG Publishers 1991. ISBN 0-89957-651-6
- Was Christ God? an exposition of John 1:1-18
- The Pursuit of Happiness, an exposition of the Beatitudes of Christ in Matthew 5:1-11 and Luke 6:20-26.
- A Christian View of War and Peace, an exposition of Matthew 5:9
- Conquering the Fear of Death, an Exposition of I Corinthians 15
- The Song of the Virgin, an exposition of Luke 1:28,46-55, the Magnificat.
- Exegetical Preaching, I/II New Testament Sermon outlines. Chattanooga, TE. 1992. ISBN 0-89957-496-3